# Jacob van Zuylen van Nijevelt
Jacob Pieter Pompejus van Zuylen van Nijevelt (Dordrecht, 29 giugno 1816 – L'Aia, 4 novembre 1890) è stato un politico olandese, primo ministro dei Paesi Bassi dal 14 marzo al 10 novembre 1861.

## Biografia
Ministro degli Esteri del governo Thorbecke, fu a lungo leader politico del partito Zuylianen, di ispirazione liberale.
Dopo la fine della sua esperienza a capo del governo, venne nominato ambasciatore a Parigi e successivamente membro del Senato.

## Vita privata
Nel 1857 sposa in terze nozze una delle figlie dell'ex primo ministro Jan Jacob Rochussen.